# Gamma point suscrit
Cette page contient des caractères spéciaux ou non latins. S’ils s’affichent mal (▯, ?, etc.), consultez la page d’aide Unicode.
Gamma point suscrit (capitale: Γ̇, minuscule: γ̇) est une lettre additionnelle grecque, utilisée dans l’alphabet grec albanais des Arvanites au XIXe siècle. Il s’agit de la lettre Γ diacritée d’un point suscrit.

## Utilisation
Le γ̇ est utilisé par certains auteurs pour translittérer la lettre latine g et notamment le son français /ɡ/, dans l’Encyclopédie Eleftheroudakis publiée en 1930, par exemple dans ‹ Β̇άγ̇δ̇αδ̇ › pour ‹ Bagdad ›, ou dans la traduction de Christophos Christidès du Discours de la méthode de René Descartes publiée en 1976.

## Représentations informatiques
Le gamma point suscrit peut être représente avec les caractères Unicode suivants (grec et copte, diacritiques):
| formes    | représentations | chaînes de caractères | points de code | descriptions                                             |
| --------- | --------------- | --------------------- | -------------- | -------------------------------------------------------- |
| capitale  | Γ̇               | Γ◌̇                    | U+0393 U+0307  | lettre majuscule grecque gamma diacritique point suscrit |
| minuscule | γ̇               | γ◌̇                    | U+03B3 U+0307  | lettre minuscule grecque gamma diacritique point suscrit |